# Chémery-les-Deux
Chémery-les-Deux – miejscowość i gmina we Francji, w regionie Grand Est, w departamencie Mozela.
Według danych na rok 1990 gminę zamieszkiwało 395 osób, a gęstość zaludnienia wynosiła 39 osób/km² (wśród 2335 gmin Lotaryngii Chémery-les-Deux plasuje się na 666. miejscu pod względem liczby ludności, natomiast pod względem powierzchni na miejscu 597.).